# Gordoncillo
Gordoncillo település Spanyolországban, León tartományban. Lakosainak száma 308 fő (2024).

## Földrajza
Gordoncillo Valderas, Fuentes de Carbajal, Valdemora, Castilfalé, Mayorga és La Unión de Campos községekkel határos.

## Népesség
A település lakosságának változását az alábbi diagram mutatja:
| Lakosok száma | 613  | 616  | 521  | 498  | 494  | 478  | 433  | 409  | 330  | 308  |
|               | 2001 | 2004 | 2007 | 2009 | 2012 | 2014 | 2017 | 2019 | 2022 | 2024 |